# Animals (chanson de Maroon 5)
Pour les articles homonymes, voir Animals.
Singles de Maroon 5
Maps
(2014) Sugar
(2015)
Animals est une chanson du groupe de pop rock américain Maroon 5, sortie le 22 août 2014, en tant que seconde chanson officielle de leur cinquième album V. La chanson est composée par Adam Levine, Benny Blanco et Shellback, ce dernier en étant également producteur. La chanson est utilisée dans la bande originale du film Le Labyrinthe The Maze Runner.
Le clip vidéo est mise en ligne le 22 août 2014 sur Vevo. Un extrait de la chanson est utilisé pour une publicité de Kia Soul, qui est diffusée le 21 août 2014. Pendant une période limitée après la parution du spot publicitaire, la chanson est publiée en téléchargement gratuit sur le site de Kia. La chanson atteint la cinquième place du Billboard Hot 100. Un remix est d'ailleurs publié le 29 septembre 2014 avec J. Cole.

## Clip vidéo
Le clip vidéo, réalisé par Samuel Bayer (réalisateur d'un précédent single du groupe en 2012, Payphone), est mis en ligne le 29 septembre 2014. Il présente principalement Adam Levine et son épouse, Behati Prinsloo. Les autres membres de Maroon 5 (dont le membre de tournée Sam Farrar, qui apparaît pour la première fois dans un clip vidéo du groupe) font également une apparition - ils sont aperçus dans une boîte de nuit. La vidéo est particulièrement mal accueillie, elle est critiquée pour sa déshumanisation de la femme et accusée de prôner la violence,,.

## Membres
Maroon 5
- Adam Levine - chant, écriture
- Jesse Carmichael - clavier, chœurs
- Mickey Madden - guitare basse
- James Valentine - guitare, chœurs
- Matt Flynn - batterie, percussions
- PJ Morton - clavier, chœurs

Autres
- Shellback - composition, production
- Benny Blanco - écriture
- Sam Farrar - guitare additionnelle, chœurs

## Performances
Aux États-Unis, la chanson se classe à la 86e place du Billboard Hot 100. En fin de semaine, le 18 octobre 2014, la chanson passe de 33e à la 8e, attribuant au groupe sa dixième apparition au top-ten, et le septième place consécutive au Hot 100, depuis leur chanson Moves Like Jagger en 2011.

## Classements
| Classements (2014)                      | Meilleure position |
| --------------------------------------- | ------------------ |
| Allemagne (Media Control AG)            | 13                 |
| Australie (ARIA)                        | 62                 |
| Autriche (Ö3 Austria Top 40)            | 37                 |
| Bulgarie (BG Top 40)                    | 11                 |
| Belgique (Wallonie Ultratop 50 Singles) | 43                 |
| Belgique (Flandre Ultratop 50 Singles)  | 48                 |
| Canada (Hot 100)                        | 2                  |
| Corée du Sud (GAON)                     | 1                  |
| Croatie (Airplay Radio Chart            | 38                 |
| Danemark (Tracklisten)                  | 31                 |
| Espagne (PROMUSICAE)                    | 24                 |
| Europe (Euro Digital Songs)             | 22                 |
| Finlande (Suomen virallinen lista)      | 4                  |
| Inde (IMI)                              | 24                 |
| Irlande (IRMA)                          | 25                 |
| Islande (Tonlist)                       | 13                 |
| Italie (FIMI)                           | 33                 |
| Liban (The Official Lebanese Top 20)    | 5                  |
| Mexique (Billboard International)       | 36                 |
| Nouvelle-Zélande (RMNZ)                 | 11                 |
| Norvège (VG-lista)                      | 15                 |
| Pays-Bas (Nederlandse Top 40)           | 19                 |
| Portugal (Billboard)                    | 18                 |
| Tchéquie (IFPI Rádio)                   | 68                 |
| Russie (TopHit)                         | 68                 |
| Slovaquie (IFPI Rádio)                  | 57                 |
| Suède (Sverigetopplistan)               | 17                 |
| Suisse (Schweizer Hitparade)            | 36                 |
| Royaume-Uni (UK Singles Chart)          | 27                 |